# Сегодня ты умрёшь

«Сегодня ты умрёшь» (англ. Today You Die) — криминальный боевик режиссёра Дона Э. ФонтЛеРоя со Стивеном Сигалом в главной роли. Премьера на видео состоялась в 2005 году.
Слоган фильма: «Зачем Сигал в Лас-Вегасе? Возможно, чтобы разрушить его».

## Сюжет
Харлан Бэнкс, имеющий ранее некий криминальный опыт, в один прекрасный момент решает прекратить заниматься преступностью, к тому же его об этом просит очаровательная подружка. Теперь он намеревается вести спокойную, размеренную жизнь. Для этого Харлан устраивается на «нормальную» работу — водителем грузовика.
Получив своё первое задание, Бэнкс отправляется в рейс в Лас-Вегас и случайно становится участником ограбления. Банда гангстеров, действуя от имени некоего Макса, впутывает его в криминал и похищает кругленькую сумму денег.
Теперь, управляя грузовиком с деньгами, Харлан вынужден броситься в погоню. Целые эскорты полицейских машин следуют за ним, но в итоге, устроив на дороге массу автокатастроф, он ударяется головой и теряет сознание. Придя в себя, главный герой понимает, что арестован полицией, и теперь перед ним стоит задача вычислить, кто и за что его подставил. А для начала следует вырваться на свободу.

## В ролях
- Стивен Сигал — Харлан Бэнкс
- Энтони Крисс — Айс Кул
- Сара Бакстон — агент Рэйчел Нолуз
- Мари Морроу — Джада
- Ник Манкузо — Сандерс, агент
- Роберт Миано — Бруно
- Кевин Тай — Макс Стивенс
- Лоуренс Тернер — Гаррет
- Бретт Райс — Таггерт
- Лесли-Энн Даун — менеджер банка
- Лиза Герерро — репортёр

## Создание фильма
Сценаристом и продюсером кинорежиссёр выступил Дэнни Лернер.
Режиссёр Дон Э. ФонтЛеРой выступил ещё и оператором. Его жена, английская актриса Лесли-Энн Даун, тоже снялась в картине. В эпизодах сыграли Сара Бакстон и Лиза Герерро, вместе с которыми Лесли-Энн Даун снималась в сериале «Любовь и тайны Сансет Бич».
Съёмки начались в конце ноября 2004 года и продолжались около месяца. Для того, что показать на экране Лас-Вегас, съёмочная группа решила обойтись без компьютерных технологий и перебралась в Лас-Вегас, отдав предпочтение натурным съёмкам. Помимо этого, производство картины велось в Болгарии.
Из-за наличия сцен насилия, погонь и драк фильм получил рейтинг R — детям до 17 лет обязательно присутствие родителей.

## Показ в России
Фильм демонстрировался несколько раз по нескольким каналам российского телевидения.